# Galeolaria caespitosa
Galeolaria caespitosa är en ringmaskart som beskrevs av Jean-Baptiste Lamarck 1818. Galeolaria caespitosa ingår i släktet Galeolaria och familjen Serpulidae. Inga underarter finns listade i Catalogue of Life.